# NULL scan
Il NULL scan è un tipo particolare di scansione delle porte che consiste nell'invio di pacchetti con tutti i flag a 0. Secondo le specifiche standard (RFC 793) un host che riceve un pacchetto simile su una porta chiusa deve rispondere con un pacchetto con il flag RST attivo, mentre se sulla porta vi è in ascolto un servizio allora il pacchetto viene ignorato. Tuttavia alcune implementazioni del protocollo TCP/IP come quello Microsoft non rispondono in ogni caso rendendo questo tipo di scansione inaffidabile in alcuni casi.

## Altri tipi di scan
- TCP connect scan
- SYN scan
- ACK scan
- FIN scan
- XMAS scan
- idle scan
- IP protocol scan